# Food Rocks
Food Rocks was een animatronicsshow in Epcot in het Walt Disney World in Florida, die werd geopend op 26 maart 1994 ter vervanging van de gelijknamige attractie Kitchen Kabaret in het The Land-paviljoen. De animatronicsshow werd gesloten op 3 januari 2004, om plaats te maken voor de attractie Soarin'.

## Beschrijving
De show is gethematiseerd als een benefietconcert voor goede voeding, gepresenteerd door Fud Wrapper. De show wordt echter geregeld onderbroken door Excess, een 'fastfood-heavymetalband' die een hekel heeft aan goede voeding. Aan het einde van de show verliest Excess haar kracht omdat Fud Wrapper de stekker eruit heeft getrokken met de opmerking: "You guys have been unplugged. There's plenty of foods that are good to eat, but remember, always eat with moderation." (Nederlands: Jullie zijn eruit getrokken. Er is genoeg ander voedsel dat goed is om te eten, maar onthoud wel: eet altijd verschillend.)
De figuren uit de animatronicsshow zijn gedecoreerd als vergrote voedselobjecten met menselijke eigenschappen. De muziek die wordt gemaakt is gebaseerd op bekende liedjes door beroemde artiesten. Zo is het nummer Every Bite You Take geïnspireerd op Every breath you take door The Police. Vijf van deze artiesten spraken de parodieën zelf in: Tone Loc, Neil Sedaka, Little Richard, The Pointer Sisters en Chubby Checker.

### Liedjes
- We'll Make It Count in the Kitchen - door The U-tensils / gebaseerd op de Bohemian Rhapsody door Queen
- Good Nutrition - The Peach Boys / gebaseerd op Good Vibrations door The Beach Boys
- Every Bite You Take door Refrigerator Police / gebaseerd op Every Breath You Take door The Police
- High Fiber - Pita Gabriel / gebaseerd op Sledgehammer door Peter Gabriel
- Always Read the Wrapper - Fud Wrapper / gebaseerd op Funky Cold Medina door Tone Loc
- Just Keep It Lean - The Sole of Rock 'n' Roll / gebaseerd op The Shoop Shoop Song (It's in His Kiss)
- Tutti Frutti - Richard / gebaseerd op Tutti Frutti door Little Richard
- Vegetables Are Good For You - Neil Moussaka / gebaseerd op Breaking Up Is Hard to Do door Neil Sedaka
- Let's Exercise - Chubby Cheddar / gebaseerd op The Twist door Chubby Checker
- Give Us Junk - The Excess
- Just a Little Bit - The Get-the-Point Sisters / gebaseerd op Respect door Aretha Franklin
- Choose Before You Chew - U-tensils / gebaseerd op de Bohemian Rhapsody door Queen

## Trivia
- Critici vonden het verhaal beter dan de voorganger van de attractie, Kitchen Kabaret, maar vonden in tegenstelling tot de vorige de figuren uit de show minder goed gedetailleerd uitgewerkt.[bron?]

Walt Disney World Resort · Lijst van attracties in Epcot · Fountain of Nations · afbeeldingen